# Segona divisió B espanyola de futbol 2003-2004
Dades de la Temporada 2003-2004 de la Segona divisió B espanyola de futbol:

## Classificació dels clubs dels Països Catalans

### Grup 3
|         |                   | PJ | Pts | PG | PE | PP | GF | GC |
| ------- | ----------------- | -- | --- | -- | -- | -- | -- | -- |
| Ascens  | 1 UE Lleida       | 38 | 68  | 20 | 8  | 10 | 47 | 36 |
|         | 2 Lorca Deportiva | 38 | 67  | 18 | 13 | 7  | 54 | 32 |
| Ascens  | 3 Club Gimnàstic  | 38 | 67  | 19 | 10 | 9  | 59 | 32 |
|         | 4 CE Castelló     | 38 | 67  | 20 | 7  | 11 | 49 | 32 |
|         | 5 UEA Gramenet    | 38 | 65  | 20 | 5  | 13 | 48 | 39 |
|         | 6 Alacant CF      | 38 | 65  | 19 | 8  | 11 | 53 | 29 |
|         | 7 Girona FC       | 38 | 61  | 17 | 10 | 11 | 58 | 41 |
|         | 8 FC Barcelona B  | 38 | 58  | 16 | 10 | 12 | 39 | 27 |
|         | 9 Hèrcules CF     | 38 | 55  | 13 | 16 | 9  | 51 | 40 |
|         | 10 Novelda CF     | 38 | 55  | 15 | 10 | 13 | 41 | 40 |
|         | 11 RCD Espanyol B | 38 | 51  | 14 | 9  | 15 | 59 | 60 |
|         | 12 Vila Joiosa CF | 38 | 51  | 14 | 9  | 15 | 33 | 40 |
|         | 13 UE Figueres    | 38 | 48  | 12 | 12 | 14 | 29 | 40 |
|         | 14 RCD Mallorca B | 38 | 47  | 13 | 8  | 17 | 41 | 51 |
|         | 15 Cartagonova CF | 38 | 46  | 11 | 13 | 14 | 32 | 43 |
|         | 16 CE Sabadell FC | 38 | 46  | 13 | 7  | 18 | 36 | 45 |
| Descens | 17 València CF B  | 38 | 44  | 12 | 8  | 18 | 43 | 56 |
| Descens | 18 CE Mataró      | 38 | 33  | 8  | 9  | 21 | 39 | 52 |
| Descens | 19 Yeclano CF     | 38 | 30  | 7  | 9  | 22 | 22 | 50 |
| Descens | 20 CF Palamós     | 38 | 22  | 5  | 7  | 26 | 22 | 70 |

Màxims golejadors
- 20 	 DIEGO TORRES (Gimnàstic)
- 19 	 COROMINAS (Espanyol B)
- 18 	 JORDI MARTÍNEZ (Mataró)
- 17 	 HUEGÚN (Lorca)
- 15 	 NAKOR (Lleida)

Porters menys golejats
- 0,82 	23/28 	 RUBÉN (Barcelona B)
- 0,84 	31/37 	 RAFA (Lorca)
- 0,84 	32/38 	 FELIP (Gimnàstic)
- 0,88 	29/33 	 OLIVA (Castelló)
- 0,92 	34/37 	 EDUARDO (Lleida)

## Classificació de la resta de grups
| Pos. | Club                           | Punts |
| ---- | ------------------------------ | ----- |
| 1    | Pontevedra CF                  | 72    |
| 2    | Racing Club de Ferrol          | 69    |
| 3    | RC Celta de Vigo B             | 62    |
| 4    | CD Ourense                     | 61    |
| 5    | CD Recreación de La Rioja      | 60    |
| 6    | Deportivo Alavés B             | 58    |
| 7    | Amurrio Club                   | 58    |
| 8    | RS Gimnástica de Torrelavega   | 57    |
| 9    | CD Alfaro                      | 53    |
| 10   | Real Sociedad de Fútbol B      | 53    |
| 11   | Athletic Club B                | 50    |
| 12   | Real Unión Club d'Irún         | 49    |
| 13   | Club Atlético Osasuna B        | 48    |
| 14   | Barakaldo CF                   | 47    |
| 15   | CD Logroñés                    | 47    |
| 16   | Peña Sport FC                  | 46    |
| 17   | Real Racing Club B [Santander] | 45    |
| 18   | CD Calahorra                   | 37    |
| 19   | Caudal Deportivo               | 24    |
| 20   | Real Avilés Industrial CF      | 23    |

| Pos. | Club                          | Punts |
| ---- | ----------------------------- | ----- |
| 1    | Club Atlético de Madrid B     | 73    |
| 2    | Real Madrid CF B              | 70    |
| 3    | CD Mirandés                   | 68    |
| 4    | Cultural y Deportiva Leonesa  | 68    |
| 5    | Burgos CF                     | 65    |
| 6    | UB Conquense                  | 60    |
| 7    | SD Ponferradina               | 60    |
| 8    | Zamora CF                     | 55    |
| 9    | CF Fuenlabrada                | 54    |
| 10   | AD Alcorcón                   | 52    |
| 11   | Talavera CF                   | 51    |
| 12   | CF Palencia                   | 51    |
| 13   | UD San Sebastián de los Reyes | 50    |
| 14   | Real Zaragoza B               | 49    |
| 15   | Tomelloso CF                  | 48    |
| 16   | RSD Alcalá                    | 44    |
| 17   | UD Casetas                    | 35    |
| 18   | CD Toledo                     | 35    |
| 19   | SD Compostela                 | 31    |
| 20   | CF Rayo Majadahonda           | 16    |

| Pos. | Club                           | Punts |
| ---- | ------------------------------ | ----- |
| 1    | UD Lanzarote                   | 66    |
| 2    | UD Pájara Playas de Jandía     | 65    |
| 3    | Sevilla FC B                   | 64    |
| 4    | CD Badajoz                     | 64    |
| 5    | UD Vecindario                  | 63    |
| 6    | AD Ceuta                       | 59    |
| 7    | UD Melilla                     | 59    |
| 8    | Jerez CF                       | 58    |
| 9    | Écija Balompié                 | 58    |
| 10   | Universidad de Las Palmas GCCF | 57    |
| 11   | CD Linares                     | 52    |
| 12   | Real Jaén CF                   | 51    |
| 13   | CF Extremadura                 | 49    |
| 14   | CD Corralejo                   | 48    |
| 15   | UD Marbella                    | 47    |
| 16   | Real Betis Balompié B          | 41    |
| 17   | CP Cacereño                    | 38    |
| 18   | UD Mérida                      | 35    |
| 19   | CF Villanovense                | 33    |
| 20   | UD Los Palacios                | 23    |

## Resultats finals
- Campions: Pontevedra, At. Madrid B, Lleida i UD Lanzarote
- Ascensos a Segona divisió espanyola de futbol: Lleida, Pontevedra, Racing de Ferrol i Gimnàstic
- Descensos a Tercera divisió: Racing B, Calahorra, Caudal, Avilés Ind., CD Logroñés, Casetas, CD Toledo, Compostela, Rayo Majadahonda, València B, Mataró, Yeclano, Palamós, CP Cacereño, Mérida UD, Villanovense, Los Palacios i Betis B

## Llegenda
PJ-partits jugats, PG-guanyats, PE-empatats, PP-perduts, GF-gols a favor, GC-gols en contra, Pts-punts
| Promoció d'ascens | Promoció de descens | Descens directe |

 Ascens de categoria
 Descens de categoria